# RQ-11 Raven

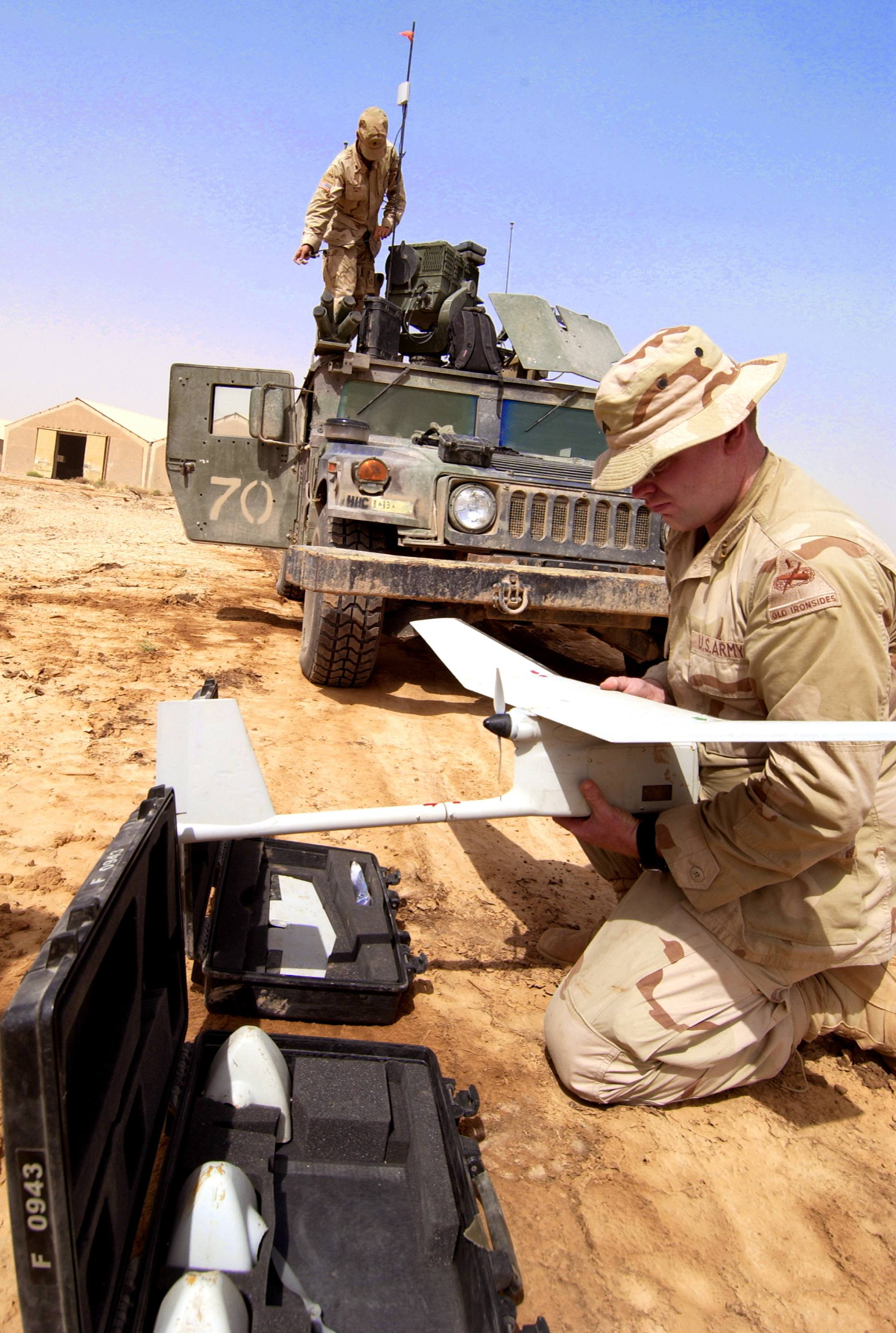
Капрал Джерри Роджер собирает БПЛА RQ-11 Raven.

RQ-11 Raven («Ворон») — малый разведывательный БПЛА американского производства. Разработан на основе конструкции беспилотного аппарата FQM-151 «Пойнтер», выпускается в нескольких модификациях.

## Конструкция
Планер летательного аппарата представляет собой высокоплан нормальной аэродинамической схемы, защищённый баллистической тканью «кевлар». Крыло не имеет элеронов, а управление креном осуществляется рулём направления.
Полезная нагрузка состоит из цифровой видеокамеры дневного или ночного видения.
RQ-11 может быть запущен с руки (аналогично авиамодели) и не требует подготовленной площадки для приземления. Транспортировка БПЛА осуществляется в трёх небольших контейнерах. В комплект поставки входят три беспилотных аппарата, запасная батарея и зарядное устройство, подключаемое к автомобилю HMMWV, поэтому боевой расчёт может приземлить аппарат, вставить новую батарею и вновь отправить его в полёт.
RQ-11 может летать автоматически с навигацией по GPS, а при необходимости может управляться оператором вручную.
К началу 2005 года было изготовлено более 1300 RQ-11, и ещё 2000 были заказаны.
По состоянию на начало 2007 года было изготовлено более 5000 аппаратов, что сделало RQ-11 наиболее многочисленным из всех существовавших на тот момент БПЛА.
В декабре 2009 года армия и корпус морской пехоты США выделили 66,6 млн долларов на программу модернизации RQ-11, в ходе которой все оборудование БПЛА должно было быть заменено с аналогового на цифровое. Применение цифрового оборудования позволит более эффективно использовать диапазон сверхвысоких частот, предоставит возможность получать более качественное изображение с бортовых видеокамер и применять шифрованные каналы связи (что должно осложнить перехват изображения).
В мае 2010 года армия США заключила контракт общей стоимостью 11,2 млн долларов на поставку ещё 63 шт. RQ-11 и запасных частей к ним

## Лётно-технические характеристики
- Размах крыла — 1,5 м
- Вес — 1.7 кг
- Скорость — 95 км / ч
- Потолок — 5000 м
- Радиус действия — 10 км
- Тип двигателя — электрический
- Длина — 96 см.

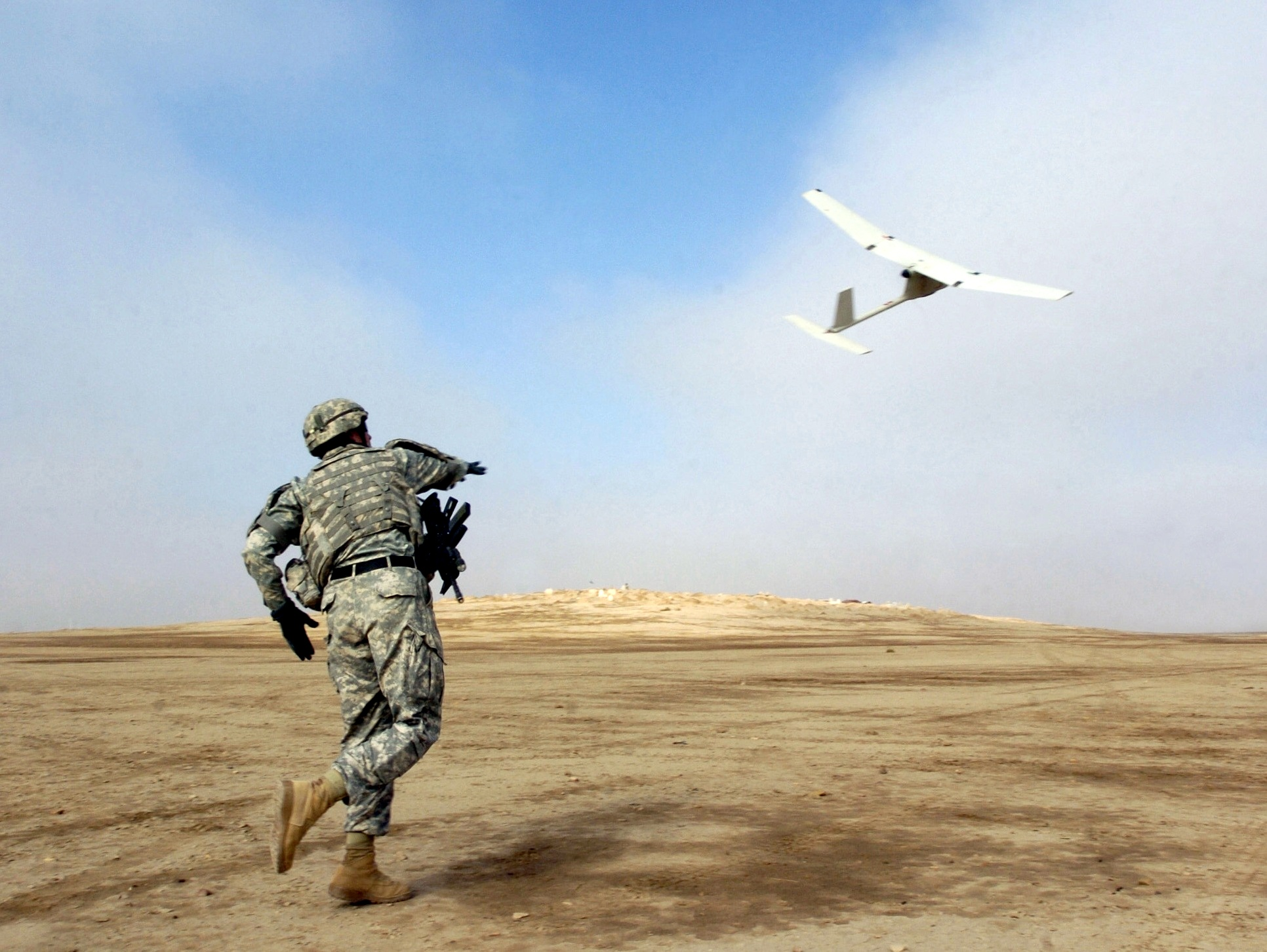
Запуск RQ-11 Raven (Ирак)

- Продолжительность полёта — 45-60 мин.

## Варианты и модификации

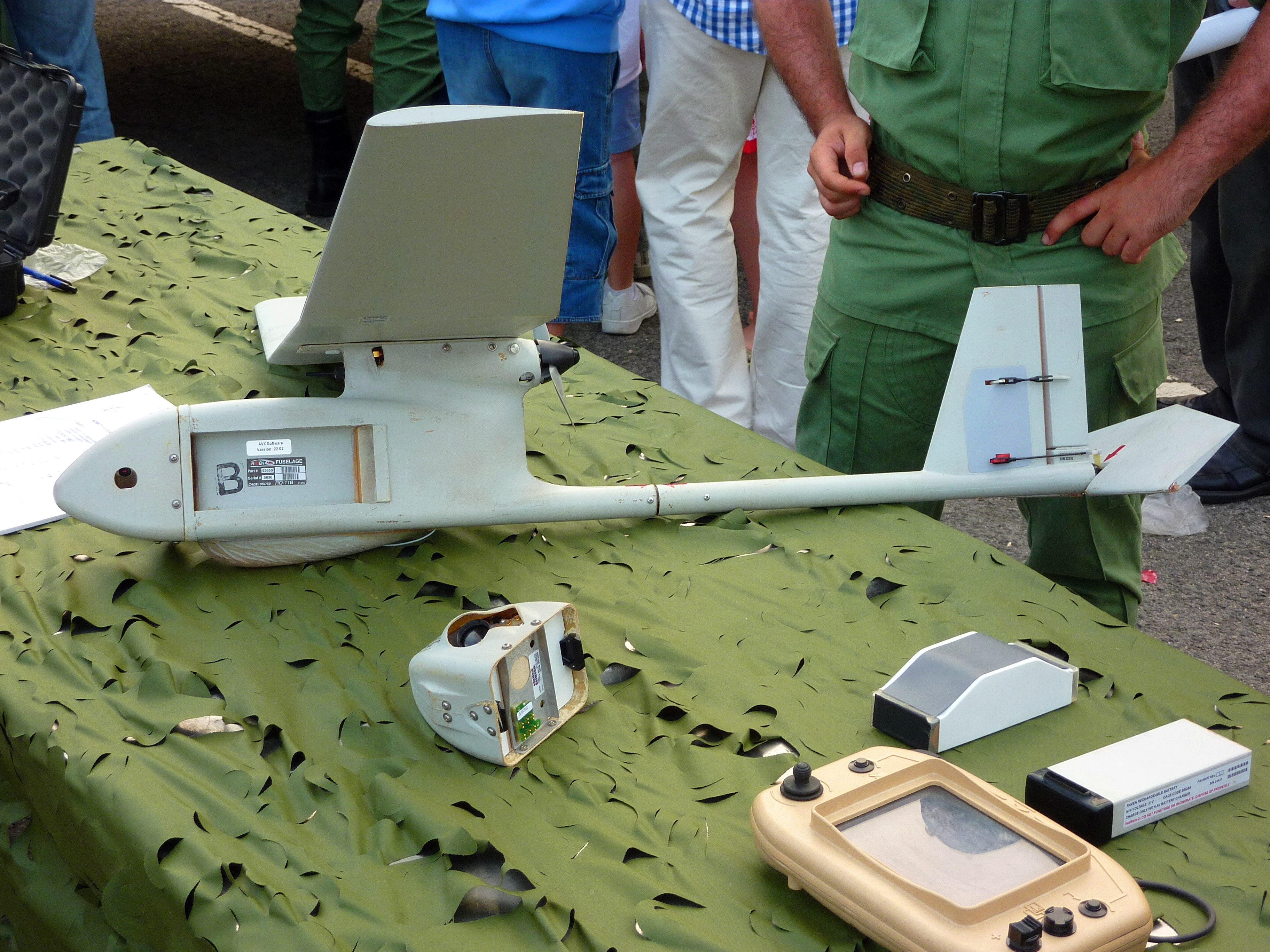
RQ-11A

- «Flashlight» SUAV (Small UAV) — опытный образец, прототип, совершивший первый полёт в октябре 2001 года
- Block I Raven — первая модель, выпущенная небольшой серией. В мае 2003 года поступила на испытания армии США, в ходе которых были выявлены определённые недостатки, включая трудность посадки БПЛА и неудовлетворительную устойчивость БПЛА в полёте.
- RQ-11A (Block II Raven) — более совершенная модель, поступившая на испытания в сентябре 2003 года. По результатам испытания в Афганистане, в конце 2004 года БПЛА был принят на вооружение. Первым заказчиком стало Управление специальных операций, которое в конце 2004 года заказало 179 комплексов с тремя БПЛА в каждом.
- RQ-11B
- RQ-11B DDL (Digital Data Link)

## На вооружении
- Австралия
- Великобритания
- Венгрия[4]
- Болгария[5]

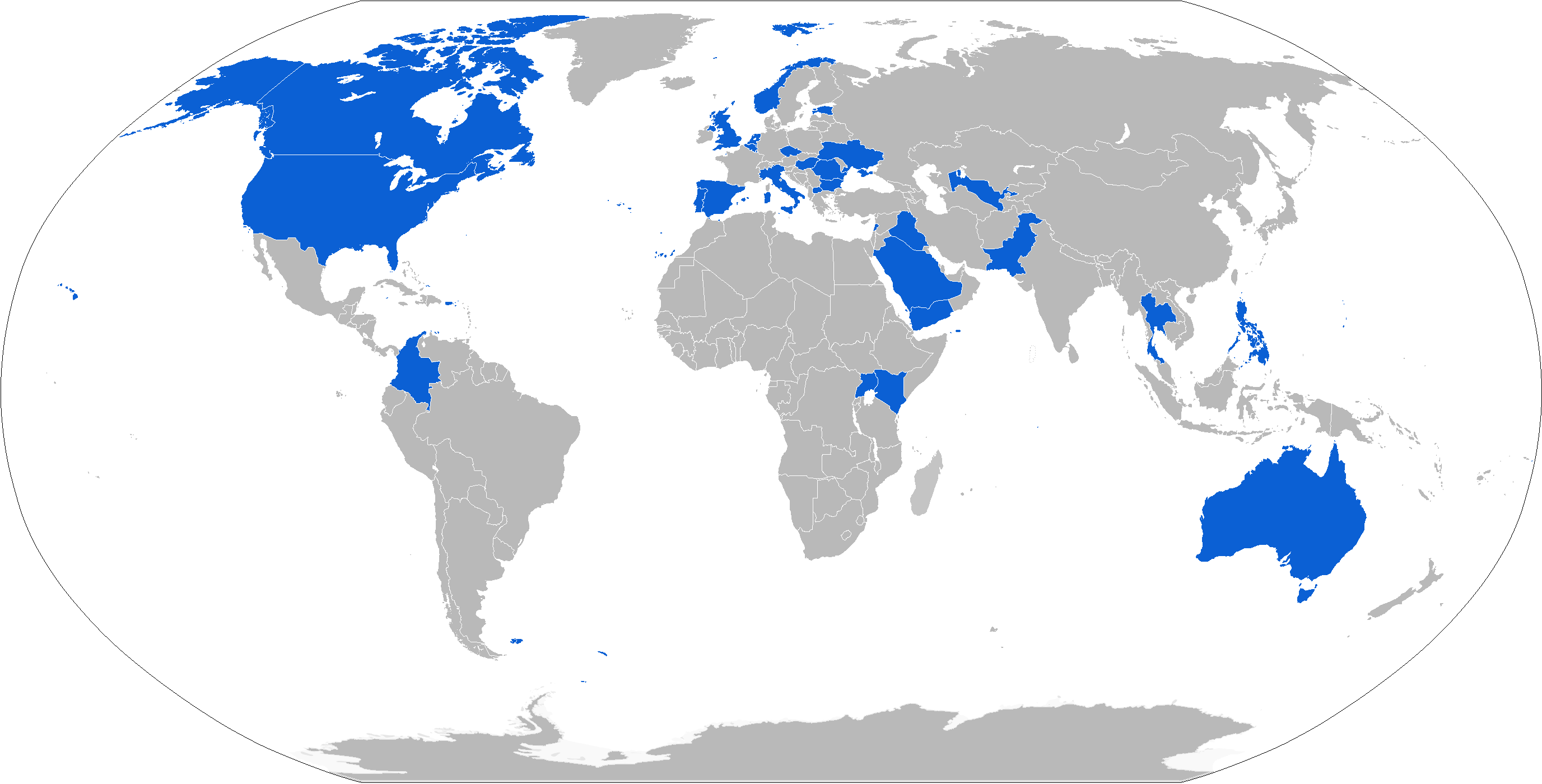
Операторы

- Дания — 12 шт. были получены в сентябре 2007 года
- Испания
- Италия
- Ирак — в 2010 году США начали обучение операторов RQ-11 для армии Ирака[6]
- Литва
- Канада[7]
- Чехия[8]
- Португалия[9]
- Кения — в июле 2012 году США сообщили о поставке восьми RQ-11 в Кению, которые должны применяться «в борьбе с международными террористическими организациями»[10]
- Ливан — в 2009 году США передали для ВВС Ливана партию из 12 беспилотников. Таким образом, Ливан стал первым арабским государством, получившим беспилотные летательные аппараты американского производства с разрешения правительства США[11]
- Пакистан — в 2011 году США приняли решение передать по программе военной помощи 85 шт. RQ-11[12]
- США — на вооружении армии, морской пехоты и сил специального командования США. По состоянию на 2010 год, имелось 3756 шт.[13]
- Эстония — в марте 2011 года стало известно о поставке США беспилотников RQ-11 «Raven» для эстонского контингента в Афганистане[14], точное количество аппаратов было засекречено[15]. Позднее, в 2012 году Эстония купила в США ещё один RQ-11 «Raven»[16]
- Украина — 15 сентября 2015 года американская компания Aerovironment заключила контракт с армией США на поставку беспилотников для вооружённых сил Украины[17]. 27 июля 2016 года Украина получила значительную партию данных БПЛА, согласно программе ERI.[18]

## Боевое применение
- Война в Ираке;
- Война в Афганистане;
- Российско-украинская война;
- Операции на территории Сомали — в 2011 году четыре БПЛА «Raven» были переданы США миротворческому контингенту Уганды и Бурунди[19]

Кроме того, в начале января 2013 года командующий ВМС Ирана сделал заявление, что за прошедшие полтора года им удалось перехватить два беспилотных летательных аппарата RQ-11 Raven. Первый был захвачен в августе 2011 года, второй — в ноябре 2012 года.